# 光化寺
37°21′42″N 112°29′39″E / 37.36167°N 112.49417°E
光化寺位于中国山西省太谷区北洸乡白城村，2006年被列为第六批全国重点文物保护单位。
光化寺始建于唐，原名隆兴寺，北宋咸平二年（999年）敕名“光化圣寺”，元泰定三年（1326年）重建，明清多次修葺。寺坐北朝南，现存大雄宝殿、后殿和西配殿。大雄宝殿面阔五间，进深八椽，单檐歇山顶，前檐设廊，斗栱为五铺作单抄单下昂、重栱计心造、里转五铺作双抄偷心造，殿内梁架结构为四椽栿对前后乳栿用四柱。后殿面阔进深各三间，硬山顶。